# Samand
Samand (persiska: سمند, Ţorreh-e Khezr) är en ort i Iran.   Den ligger i provinsen Khuzestan, i den västra delen av landet, 700 km söder om huvudstaden Teheran. Samand ligger 3 meter över havet och antalet invånare är 571.
Terrängen runt Samand är mycket platt. Runt Samand är det ganska tätbefolkat, med 139 invånare per kvadratkilometer. Närmaste större samhälle är Abadan, 11,7 km nordväst om Samand. Trakten runt Samand är ofruktbar med lite eller ingen växtlighet.